# Paul d'Albert de Luynes
Paul kardinal d'Albert de Luynes, francoski rimskokatoliški duhovnik, škof in kardinal, * 5. januar 1703, Versailles, † 21. januar 1788.

## Življenjepis
17. februarja 1729 je bil imenovan za škofa Bayeuxa; 17. avgusta je bil potrjen in 25. septembra istega leta je prejel škofovsko posvečenje.
9. avgusta 1753 je bil imenovan za nadškofa Sensa in 26. novembra istega leta je bil potrjen.
5. aprila 1756 je bil povzdignjen v kardinala in 2. avgusta 1758 je bil ustoličen kot kardinal-duhovnik S. Tommaso in Parione.